# Један дан (песма)
Један дан је песма коју је 1968. на Евросонгу у Лондону извео југословенски и хрватски вокално-инструментални састав Дубровачки трубадури.
Музику за песму компоновали су Ђело Јусић и Стипица Калогјера, док је текст написао Стијепо Стражичић.
У финалу Песме Евровизије 1968, које је одржано 6. априла у Лондону, Дубровачки трубадури су наступили као последњи седамнаести, а након гласања стручних жирија из свих земаља учесника југословенски представник је заузео 7. место са 8 бодова. Оркестром је током наступа уживо дириговао маестро Миљенко Прохаска.